# Milimetr
Milimetr (symbol: mm) – podwielokrotność metra, podstawowej jednostki długości w układzie SI. Jeden milimetr równa się 10−3 m. W notacji naukowej można go zapisać jako 1 E-3 m oznaczający 0,001 × 1 m.
Stosowany powszechnie w pomiarach.